# Скара (Швеция)
Скара (швед. Skara) — город в Швеции, находящийся на территории Вестергётланда. В наше время он славится многовековыми памятниками архитектуры.

## География
Город Скара находится на западе Швеции, на территории лена Вестра-Гёталанд и исторической провинции Вестергётланд. Он является административным центром коммуны Скара. Через него проходит Европейский автомобильный маршрут Е20.

## История
Скара был основан в 988 году. Известность город получил в 1050 году после перенесения сюда центра первого христианского епископства в Швеции. В Средневековье он стал церковным и культурным центром провинции Вестергётланд. После проведённой в Швеции в 1527 году реформации и конфискации в пользу короля всех церковных владений, Скара начал постепенно утрачивать своё прежнее значение, однако остался важным центром школьного образования. Основанная в Средневековье соборная школа в 1641 году преобразовалась в гимназию. В 1774 году здесь открылось ветеринарное училище. В настоящее время в городе открыт один из филиалов Шведского сельскохозяйственного университета(Sveriges lantbruksuniversitet).

## Достопримечательности
В Скаре сохранился ряд выдающихся памятников средневековой архитектуры. Среди них следует отметить: старую рыночную площадь, готический Кафедральный собор (второй по времени создания в стране) и ратушу. Также историческую ценность имеют здания гимназии и городской библиотеки XIX столетия.

## Города-побратимы
- Цефен, Германия
- Сорё, Дания
- Эйдсволл, Норвегия
- Радви́лишкис, Литва

## Фотография
- Кафедральный собор Скары
- Городская библиотека Скары